# Svenska bokhandlareföreningen
Svenska Bokhandlareföreningen är en ideell branschorganisation som riktar sig till pappers-, kontors- och bokhandlare. Föreningen har 300 medlemmar och bildades 1893.
Föreningens tryckta organ var från 1894 Meddelande från Svenska sortimentsbokhandlareföreningens styrelse som 1908 blev Sortimentaren och 1925 bytte namn till Bokhandlaren. År 1952 gick Bokhandlaren ihop med Svensk Bokhandelstidning som gavs ut av Svenska bokförläggareföreningen för att bilda tidningen Svensk Bokhandel. Svensk bokhandel var därefter organ för båda organisationerna. Tidningen såldes år 2021.
Föreningen bildades i Jönköping den 14 augusti 1893 under namnet Svenska sortimentsbokhandlareföreningen. Namnet kortades 1918 till Svenska bokhandlareföreningen.